# 濯河
濯河，又名唐岩河、阿蓬江，是中国长江流域的一条河流，發源於湖北利川，汇入乌江下游右岸，属于乌江水系。河长249千米，流域面积5585平方千米，多年平均流量143立方米每秒。自然落差1159米。水能理论蕴藏量24万千瓦。